# Seis Naciones Femenino 2013
El Seis Naciones Femenino de 2013 fue la decimoctava edición del principal torneo de rugby femenino europeo.

## Participantes
- Escocia
- Francia
- Gales
- Inglaterra
- Irlanda
- Italia

## Clasificación
| Pos. | País       | Partidos | Partidos | Partidos  | Partidos | Anotación | Anotación | Anotación  | Puntos |
| Pos. | País       | Jugados  | Ganados  | Empatados | Perdidos | A favor   | En contra | Diferencia | Puntos |
| ---- | ---------- | -------- | -------- | --------- | -------- | --------- | --------- | ---------- | ------ |
| 1    | Irlanda    | 5        | 5        | 0         | 0        | 88        | 26        | +62        | 10     |
| 2    | Francia    | 5        | 3        | 0         | 2        | 160       | 48        | +112       | 6      |
| 3    | Inglaterra | 5        | 3        | 0         | 2        | 150       | 71        | +79        | 6      |
| 4    | Gales      | 5        | 2        | 0         | 3        | 55        | 79        | -24        | 4      |
| 5    | Italia     | 5        | 2        | 0         | 3        | 39        | 68        | -29        | 4      |
| 6    | Escocia    | 5        | 0        | 0         | 5        | 3         | 203       | -200       | 0      |

## Resultados
| 2 de febrero | Inglaterra | 76 - 0 | Escocia |  |  |

| 2 de febrero | Italia | 13 - 12 | Francia |  |  |

| 3 de febrero | Gales | 10 - 12 | Irlanda |  |  |

| 8 de febrero | Francia | 32 - 0 | Gales |  |  |

| 9 de febrero | Irlanda | 25 - 0 | Inglaterra |  |  |

| 10 de febrero | Escocia | 0 - 8 | Italia |  |  |

| 23 de febrero | Inglaterra | 20 - 30 | Francia |  |  |

| 23 de febrero | Escocia | 3 - 30 | Irlanda |  |  |

| 24 de febrero | Italia | 15 - 16 | Gales |  |  |

| 8 de marzo | Irlanda | 15 - 10 | Francia |  |  |

| 9 de marzo | Inglaterra | 34 - 0 | Italia |  |  |

| 10 de marzo | Escocia | 0 - 13 | Gales |  |  |

| 15 de marzo | Francia | 76 - 0 | Escocia |  |  |

| 17 de marzo | Italia | 3 - 6 | Irlanda |  |  |

| 17 de marzo | Gales | 16 - 20 | Inglaterra |  |  |

| Bandera de Irlanda |
| Campeón Irlanda    |
| Primer título      |